# أوسكار كاستيلانو
أوسكار كاستيلانو (بالإسبانية: Oscar Castellano) هو سائق سيارة سباق ومهندس أرجنتيني، ولد في 15 سبتمبر 1948.